# 11/6/00 - Seattle, Washington
11/6/00 - Seattle, Washington è il 72º e ultimo della lunga serie di "bootleg ufficiali" dei Pearl Jam, pubblicati dopo il Binaural Tour del 2000.

## Riassunto
In questo show, la band suonò per oltre tre ore, proponendo i maggiori successi della band e una selezione di cover come The Kids Are Alright e Baba O'Riley degli Who, una delle principali band ispiratrici dei Pearl Jam. Lo show contiene la prima apparizione in Nord America di Alive, che fu omessa da tutti gli show precedenti di questo tour. Lo show risulta molto potente e AllMusic gli ha dato quattro stelle e mezzo su un massimo di cinque, giudicandolo un "documento dal vivo essenziale". Leatherman', Better Man, Nothingman, Nothing as It Seems e Rearviewmirror appaiono sul DVD Touring Band 2000.

## Tracce

### Disco uno
1. Release – 5:13 (Eddie Vedder, Stone Gossard, Jeff Ament, Mike McCready, Dave Krusen)
2. Corduroy – 4:28 (Dave Abbruzzese, Ament, Gossard, McCready, Vedder)
3. Grievance – 3:07 (Vedder)
4. Rearviewmirror – 6:17 (Abbruzzese, Ament, Gossard, McCready, Vedder)
5. Hail, Hail – 3:23 (Gossard, Vedder, Ament, McCready)
6. Evacuation – 2:58 (Matt Cameron, Vedder)
7. Dissident – 5:23 (Abbruzzese, Ament, Gossard, McCready, Vedder)
8. Nothing as It Seems – 5:35 (Ament)
9. In Hiding – 5:23 (Gossard, Vedder)
10. Leatherman – 5:13 (Vedder)
11. Better Man – 5:13 (Vedder)
12. Nothingman – 4:39 (Vedder, Ament)

### Disco due
1. Even Flow – 6:10 (Vedder, Gossard)
2. Jeremy – 4:53 (Vedder, Ament)
3. Lukin – 0:51 (Vedder)
4. Not for You – 5:47 (Abbruzzese, Ament, Gossard, McCready, Vedder)
5. Daughter – 9:42 (Abbruzzese, Ament, Gossard, McCready, Vedder)
6. Encore Break – 4:07
7. Off He Goes – 5:38 (Vedder)
8. Light Years – 5:46 (Gossard, McCready, Vedder)
9. Parting Ways – 5:03 (Vedder)
10. Go – 2:47 (Abbruzzese, Ament, Gossard, McCready, Vedder)
11. Once – 3:27 (Vedder, Gossard)

### Disco tre
1. Crazy Mary – 5:43 (Victoria Williams)
2. Immortality – 6:19 (Abbruzzese, Ament, Gossard, McCready, Vedder)
3. Alive – 11:57 (Vedder, Gossard)
4. Soon Forget – 5:48 (Vedder)
5. The Kids Are Alright – 2:51 (Pete Townshend)
6. Baba O'Riley – 9:42 (Townshend)
7. Yellow Ledbetter – 7:11 (Ament, McCready, Vedder)

## Crediti
- Eddie Vedder – Voce, chitarra, ukulele
- Stone Gossard – Chitarra ritmica
- Mike McCready – Chitarra solista
- Jeff Ament – Basso
- Matt Cameron – Batteria
- Justine Foy – Violoncello
- April Cameron – Viola
- Missato da Brett Eliason
- Engineered by John Burton
- Design concept di Jeff Ament
- Design e layout di Brad Klausen